# Psammoecus fasciatus
Psammoecus fasciatus es una especie de coleóptero de la familia Silvanidae.

## Distribución geográfica
Habita en Japón y Birmania.